# Wilhelm Henryk (książę Saksonii-Eisenach)
Wilhelm Heinrich (ur. 10 listopada 1691 w Oranjewoud, zm. 26 lipca 1741 w Eisenach) – książę Saksonii-Eisenach. Jego władztwo było częścią Świętego Cesarstwa Rzymskiego Narodu Niemieckiego. Pochodził z rodu Wettynów.
Był najstarszym synem księcia Saksonii-Eisenach Jana Wilhelma i jego pierwszej żony księżnej Amalii. Na tron wstąpił po śmierci ojca w styczniu 1729.
15 lutego 1713 w Idstein poślubił księżniczkę Nassau-Idstein Albertynę Julianę. Para nie miała dzieci. 3 czerwca 1723 w Berlinie ożenił się po raz drugi z margrabianką Brandenburgii-Schwedt Anną Zofią Szarlottą. Również z tego związku nie doczekał się potomstwa.
Po jego śmierci następcą został kuzyn drugiego stopnia – książę Saksonii-Weimar Ernest August I. Dało to początek unii personalnej obu państw (zjednoczonych w 1809).